# Distretto di Chocimsk
Il distretto di Chocimsk (in bielorusso Хоцімскі раён?) è un distretto (raën) della Bielorussia appartenente alla regione di Mahilëŭ.